# Mistrzostwa Świata w Piłce Nożnej 2010 (eliminacje strefy CONCACAF)
W eliminacjach do Mistrzostw Świata ze strefy CONCACAF wzięło udział 35 drużyn, które walczyły o 3 lub 4 miejsca. Czwarte miejsce zostało przegrane przez drużynę Kostaryki po barażu interkontynentalnym z piątą drużyną ze strefy CONMEBOL.
W rundzie pierwszej uczestniczyły 23 najsłabsze drużyny z Ameryki Północnej. Reprezentacja Saint Vincent i Grenadyn otrzymało „dziką kartę” i zaczęła eliminacje dopiero od drugiej rundy. Pozostałe 22 drużyny zostaną podzielone na 11 serii meczów z rewanżem. Zwycięzcy awansowali do rundy drugiej.
W rundzie drugiej 11 zwycięzców rundy pierwszej oraz Saint Vincent i Grenadyny dołączyły do 12 najlepszych drużyn CONCACAF (według rankingu FIFA z maja 2007). Zostały one podzielone na 12 serii dwumeczów. Zwycięzcy zagrali w rundzie trzeciej.
W rundzie trzeciej drużyny zostały podzielone na 3 grupy po 4 drużyny w każdej. Mecze zostały rozegrane systemem kołowym. Do rundy finałowej awansowały po dwa najlepsze zespoły z każdej grupy.
6 drużyn z trzeciej rundy zagrało w jednej grupie w systemie kołowym. Trzy najlepsze drużyny awansowały do finałów piłkarskich Mistrzostw Świata 2010. Czwarta drużyna (Kostaryka) zagrała w barażu interkontynentalnym z piątą drużyną CONMEBOL.

## Rozstawienie
Drużyny zostały rozstawione zgodnie z miejscem w rankingu FIFA z maja 2007.
| Miejsca 1-13 Tzw. wolny los- zaczynają od rundy drugiej. | Miejsce 14-24 Runda pierwsza – koszyk A. | Miejsca 25-35 Runda pierwsza- koszyk B. |
| --- | --- | --- |
| 1. Meksyk 2. Stany Zjednoczone 3. Kostaryka 4. Honduras 5. Panama 6. Trynidad i Tobago 7. Jamajka 8. Kuba 9. Haiti 10. Gwatemala 11. Kanada 12. Gujana 13. Saint Vincent i Grenadyny | 1. Barbados 2. Surinam 3. Bermudy 4. Antigua i Barbuda 5. Saint Kitts i Nevis 6. Dominikana 7. Salwador 8. Bahamy 9. Nikaragua 10. Grenada 11. Saint Lucia | 1. Turks i Caicos 2. Antyle Holenderskie 3. Brytyjskie Wyspy Dziewicze 4. Dominika 5. Kajmany 6. Portoryko 7. Anguilla 8. Belize 9. Wyspy Dziewicze Stanów Zjednoczonych 10. Montserrat 11. Aruba |

## Runda pierwsza
| 6 lutego 2008 | Dominika · Pacquette 20' | 1-1(1-1) | Barbados · Williams 45' | Windsor Park, Roseau Widzów: 4200 Sędzia: Quesada |
|               |                          |          |                         |                                                   |

| 26 marca 2008 | Barbados · Stanford 84' | 1-0(0-0) | Dominika | Bridgetown Widzów: 4150 Sędzia: Batres |
|               |                         |          |          |                                        |

- Barbados wygrał łącznie 2-1 i awansował

| 6 lutego 2008 | Turks i Caicos · Lowery 33' · Clinton 72' | 2-1(1-0) | Saint Lucia · Nyhime 92' | TCIFA National Academy, Providenciales Sędzia: Whittaker |
|               |                                           |          |                          |                                                          |

| 26 marca 2008 | Saint Lucia · McPhee 30' · Elva 83' | 2-0(1-0) | Turks i Caicos | George Odlum Stadium, Vieux Fort Sędzia: Forde |
|               |                                     |          |                |                                                |

- Saint Lucia wygrała łącznie 3-2 i awansowała

| 3 lutego 2008 | Bermudy · Burgess 18' | 1-1(1-0) | Kajmany · Grant 86' | Stadion Narodowy, Hamilton Sędzia: Navarro |
|               |                       |          |                     |                                            |

| 31 marca 2008 | Kajmany · Forbes 64' (k) | 1-3(0-2) | Bermudy · Degraff 19' 23' · Steede 53' | Truman Boden, George Town Sędzia: Marrufo |
|               |                          |          |                                        |                                           |

- Bermudy wygrały łącznie 4-2 i awansowały

| 6 lutego 2008 | Aruba | 0-3(0-3) | Antigua i Barbuda · Dublin 22' · Gregory 27' · Sierra 40' (samobójczy) | Complejo Deportivo Guillermo Prospero Trinidad, Oranjestad Sędzia: Delgado |
|               |       |          |                                                                        |                                                                            |

| 26 marca 2008 | Antigua i Barbuda · Challenger 86' | 1-0(0-0) | Aruba | Recreation Ground, Saint John’s Sędzia: Campbell |
|               |                                    |          |       |                                                  |

- Antigua i Barbuda wygrała łącznie 4-0 i awansowała

| 6 lutego 2008 | Belize · Mc Cauley 6' 41' · Róches 21' | 3-1(3-1) | Saint Kitts i Nevis · Williams 13' | Estadio Mateo Flores, Gwatemala Sędzia: Stennet |
|               |                                        |          |                                    |                                                 |

| 27 marca 2008 | Saint Kitts i Nevis · Mitchum 82' | 1-1(0-1) | Belize · Smith 41' | Warner Park, Basseterre Sędzia: Brizan |
|               |                                   |          |                    |                                        |

- Belize wygrało łącznie 4-2 i awansowało

| 26 marca 2008 | Bahamy · St. Fleur 47' | 1-1(0-0) | Brytyjskie Wyspy Dziewicze · Lennon 76' | BFA National Development Center, Nassau Sędzia: Moreno |
|               |                        |          |                                         |                                                        |

| 30 marca 2008 | Brytyjskie Wyspy Dziewicze · Williams 72' 90' | 2-2(0-1) | Bahamy · Bethel 41' · Mitchell 57' | BFA National Development Center, Nassau Sędzia: Mercedes Suazo |
|               |                                               |          |                                    |                                                                |

- Bahamy wygrały łącznie 3-3 (bramki na wyjeździe) i awansowały

| 27 marca 2008 | Portoryko · Villegas 97' (k) | 1-0 dogr.(0-0, 0-0) | Dominikana | Juan Ramon Loubriel Stadium, Bayamón Sędzia: Morales |
|               |                              |                     |            |                                                      |

- Portoryko wygrało łącznie 1-0 i awansowało

| 26 marca 2008 | Grenada · Roberts 3' 8' · Charles 9' 43' 87' · Rennie 22' · Langiagne 56' · Bubb 82' 83' · Ferguson 89' (samobójcza) | 10-0(5-0) | Wyspy Dziewicze Stanów Zjednoczonych | Stadion Narodowy, Saint George’s Sędzia: James |
|               | |           |                                      |                                                |

- Grenada wygrała łącznie 10-0 i awansowała

| 26 marca 2008 | Montserrat · Farrell 48' | 1-7(0-2) | Surinam · Christoph 36' 56' · Wondel 44' · Valies 65' · Huur 82' 85' · Schuurman 88' | Marvin Lee Stadium, Macoya Sędzia: Agiular |
|               |                          |          |                                                                                      |                                            |

- Surinam wygrał łącznie 7-1 i awansował

| 6 lutego 2008 | Salwador · Martín 5' 18' · Corrales 31' 33' 54' 65' 68' · Cerrales 47' 77' 84' · Quintanilla 30' · Umana 80' | 12-0(4-0) | Anguilla | Estadio Cuscatlan, San Salvador Sędzia: Jauregui Santillan |
|               | |           |          |                                                            |

| 27 marca 2008 | Anguilla | 0-4(0-4) | Salwador · Cerritps 7' · Corrales 15' · Monteagudo 22' · Torres 36' | RFK Stadium, Waszyngton Sędzia: Bedeau |
|               |          |          |                                                                     |                                        |

- Salwador wygrał łącznie 16-0 i awansował

| 6 lutego 2008 | Nikaragua | 0-1(0-1) | Antyle Holenderskie · Jongsma 16' | Cacique Diriangen, Diriamba Sędzia: Lopez Castellanos |
|               |           |          |                                   |                                                       |

| 27 marca 2008 | Antyle Holenderskie · Loran 42' · Zimmerman 79' (k) | 2-0(1-0) | Nikaragua | Ergilio Hato, Willemstad Sędzia: Wijngaarde |
|               |                                                     |          |           |                                             |

- Antyle Holenderskie wygrały łącznie 3-0 i awansowały

## Runda druga
| 15 czerwca 2008 | Stany Zjednoczone · Dempsey 2' 63' · Bradley 12' · Ching 20' 86' 89' · Donovan 59' · Johnson 83' | 8-0(3-0) | Barbados |  |
|                 |                                                                                                  |          |          |  |

| 22 czerwca 2008 | Barbados | 0-1(0-1) | Stany Zjednoczone · Lewis 21' |  |
|                 |          |          |                               |  |

- Stany Zjednoczone wygrały łącznie 9-0 i awansowały.

| 15 czerwca 2008 | Gwatemala · García 6' · Ruiz 37' 40' 58' 90+3' · Trigueros 90+1' | 6-0(3-0) | Saint Lucia | Estadio Mateo Flores, Gwatemala Sędzia: Archundia |
|                 |                                                                  |          |             |                                                   |

| 21 czerwca 2008 | Saint Lucia · McPhee 45' | 1-3(1-2) | Gwatemala · Romero 24' 43' · Trigueros 86' | Memorial Coliseum, Los Angeles Sędzia: Wijngaarde |
|                 |                          |          |                                            |                                                   |

- Gwatemala wygrała łącznie 9-1 i awansowała.

| 15 czerwca 2008 | Trynidad i Tobago · John 22' | 1-2(1-2) | Bermudy · Nusum 8' 40' |  |
|                 |                              |          |                        |  |

| 23 czerwca 2008 | Bermudy | 0-2(0-1) | Trynidad i Tobago · Roberts 10' · John 69' |  |
|                 |         |          |                                            |  |

- Trynidad i Tobago wygrały łącznie 3-2 i awansowały.

| 16 czerwca 2008 | Antigua i Barbuda · Skeeple 9' 13' · Simon 81' | 3-4(2-2) | Kuba · Valencia 10' 74' · Colome 22' · Pla 85' |  |
|                 |                                                |          |                                                |  |

| 21 czerwca 2008 | Kuba · Linares 10' 47' (+) 53' · Marquez 69' | 4-0(2-0) | Antigua i Barbuda |  |
|                 |                                              |          |                   |  |

- Kuba wygrała łącznie 8-3 i awansowała.

| 15 czerwca 2008 | Belize | 0-2(0-0) | Meksyk · Vela 66' · Borgetti 90+2k' | Reliant Stadium, Houston Sędzia: Jauregui Santillan |
|                 |        |          |                                     |                                                     |

| 21 czerwca 2008 | Meksyk · Vela 7' · Guardado 33' · Arce 45+1' 48' · Borgetti 62' 90+3' · Lennen 90+2sam.' | 7-0(3-0) | Belize | Estadio Universitario, Monterrey Sędzia: Petrescu |
|                 |                                                                                          |          |        |                                                   |

- Meksyk wygrał łącznie 9-0 i awansował.

| 15 czerwca 2008 | Jamajka · Gardner 17' · Phillips 22' · King 25' · Shelton 51' 64' · Williams 66' · Daley 80' | 7-0(3-0) | Bahamy |  |
|                 |                                                                                              |          |        |  |

| 18 czerwca 2008 | Bahamy | 0-6(0-5) | Jamajka · Burton 29' 56' · Shelton 35' 37' 42' · Marshall 39' |  |
|                 |        |          |                                                               |  |

- Jamajka wygrała łącznie 13-0 i awansowała.

| 4 czerwca 2008 | Honduras · De Leon 25' · Palacios 51' 90+2' · Suazo 52' | 4-0(1-0) | Portoryko | Estadio Olimpico, San Pedro Sula Sędzia: Campbell |
|                |                                                         |          |           |                                                   |

| 15 czerwca 2008 | Portoryko · Megaloudis 31' · Villegas 40' | 2-2(2-1) | Honduras · Suazo 22' · Palacios 52' | Juan Ramon Loubriel Stadium, Bayamón Sędzia: Lopez Castellanos |
|                 |                                           |          |                                     |                                                                |

- Honduras wygrał łącznie 6-2 i awansował.

| 15 czerwca 2008 | Kanada · Nakjima-Farran 32' · Gerba 43' 88' | 3-0(2-0) | Saint Vincent i Grenadyny |  |
|                 |                                             |          |                           |  |

| 21 czerwca 2008 | Saint Vincent i Grenadyny · James 76' | 1-4(0-2) | Kanada · Di Rosairo 29' 50' · Gerba 38' 63' |  |
|                 |                                       |          |                                             |  |

- Kanada wygrała łącznie 7-1 i awansowała.

| 14 czerwca 2008 | Grenada · Modeste 20' · Roberts 27' | 2-2(2-1) | Kostaryka · Alonso 42' · Diaz 75' | Stadion Narodowy, Saint George’s |
|                 |                                     |          |                                   |                                  |

| 21 czerwca 2008 | Kostaryka · Saborio 17' · Ruiz 30' · Azofeifa 89' | 3-0(2-0) | Grenada | Ricardo Saprissa, San Jose Sędzia: Marrufo |
|                 |                                                   |          |         |                                            |

- Kostaryka wygrała łącznie 5-2 i awansowała.

| 14 czerwca 2008 | Surinam · Sandvliet 53' | 1-0(0-0) | Gujana | Andre Kamperveen Stadium, Paramaribo |
|                 |                         |          |        |                                      |

| 22 czerwca 2008 | Gujana · Codrington 84' | 1-2(0-2) | Surinam · Van Dijk 11' · Sandvliet 36' |  |
|                 |                         |          |                                        |  |

- Surinam wygrał łącznie 3-1 i awansował.

| 15 czerwca 2008 | Panama · Tejada 21' | 1-0(1-0) | Salwador |  |
|                 |                     |          |          |  |

| 22 czerwca 2008 | Salwador · Quintanilla 70' 83' (k) · Anaya 87' | 3-1(0-1) | Panama · Garces 14' |  |
|                 |                                                |          |                     |  |

- Salwador wygrał łącznie 3-2 i awansował.

| 15 czerwca 2008 | Haiti | 0-0(0-0) | Antyle Holenderskie |  |
|                 |       |          |                     |  |

| 23 czerwca 2008 | Antyle Holenderskie | 0-1(0-0) | Haiti · Martha 77' (samobójcza) |  |
|                 |                     |          |                                 |  |

- Haiti wygrało łącznie 1-0 i awansowało.

## Runda trzecia

### Grupa A
| Miejsce | Drużyna           | Mecze | Punkty | Zwyc. | Rem. | Por. | Bramki |
| ------- | ----------------- | ----- | ------ | ----- | ---- | ---- | ------ |
| 1       | Stany Zjednoczone | 6     | 15     | 5     | 0    | 1    | 13-3   |
| 2       | Trynidad i Tobago | 6     | 11     | 3     | 2    | 1    | 9-6    |
| 3       | Gwatemala         | 6     | 5      | 1     | 2    | 3    | 6-7    |
| 4       | Kuba              | 6     | 3      | 1     | 0    | 5    | 5-15   |

### Grupa B
| Miejsce | Drużyna  | Mecze | Punkty | Zwyc. | Rem. | Por. | Bramki |
| ------- | -------- | ----- | ------ | ----- | ---- | ---- | ------ |
| 1       | Honduras | 6     | 12     | 4     | 0    | 2    | 9-5    |
| 2       | Meksyk   | 6     | 10     | 3     | 1    | 2    | 9-6    |
| 3       | Jamajka  | 6     | 10     | 3     | 1    | 2    | 6-6    |
| 4       | Kanada   | 6     | 2      | 0     | 2    | 4    | 6-13   |

### Grupa C
| Miejsce | Drużyna   | Mecze | Punkty | Zwyc. | Rem. | Por. | Bramki |
| ------- | --------- | ----- | ------ | ----- | ---- | ---- | ------ |
| 1       | Kostaryka | 6     | 18     | 6     | 0    | 0    | 20-3   |
| 2       | Salwador  | 6     | 10     | 3     | 1    | 2    | 11-4   |
| 3       | Haiti     | 6     | 3      | 0     | 3    | 3    | 4-13   |
| 4       | Surinam   | 6     | 2      | 0     | 2    | 4    | 4-19   |

## Runda finałowa
| Miejsce | Drużyna           | Mecze | Punkty | Zwyc. | Rem. | Por. | Bramki |
| ------- | ----------------- | ----- | ------ | ----- | ---- | ---- | ------ |
| 1       | Stany Zjednoczone | 10    | 20     | 6     | 2    | 2    | 19-13  |
| 2       | Meksyk            | 10    | 19     | 6     | 1    | 3    | 18-12  |
| 3       | Honduras          | 10    | 16     | 5     | 1    | 4    | 17-11  |
| 4       | Kostaryka         | 10    | 16     | 5     | 1    | 4    | 15-15  |
| 5       | Salwador          | 10    | 8      | 2     | 2    | 6    | 9-15   |
| 6       | Trynidad i Tobago | 10    | 6      | 1     | 3    | 6    | 10-22  |

## Baraż interkontynentalny
- 14 listopad 2009  Kostaryka –  Urugwaj 0 : 1
- 18 listopad 2009  Urugwaj –  Kostaryka 1 : 1

Urugwaj awansował do mistrzostw świata.